# 边沟站
边沟站是凤上铁路上的一个乘降所，位于辽宁省丹东市凤城市石城镇孟家村。该站建于1940年，距离凤凰城站54公里，上河口站100公里，隶属中国铁路沈阳局集团管辖。